# カジミール・オイエ・ムバ
カジミール・マリー・アンジェ・オイエ＝ムバ（Casimir Marie Ange Oyé-Mba、1942年4月20日 - 2021年9月16日）は、ガボンの政治家。1978年から1990年まで中部アフリカ諸国銀行（BEAC）総裁を経て、1990年5月2日から1994年11月2日までガボン共和国首相を務めた。1994年から1999年まで外相、1999年から2007年まで国家計画相、2007年から2009年まで鉱山石油相を歴任した。

## 生い立ち、銀行家
1942年4月20日、フランス領赤道アフリカガボン植民地（現在のガボン）エスチュエール州コモ＝モンダー県ンザマリーグ村にファン人の家庭に生まれる。父親は、カトリック教会の聖職者になるべく、マルセル・ルフェーブル大司教の下で学んだが、神学校を中途で退学している。
フランス、リヨン大学を卒業する。
1968年赤道アフリカ及びカメルーン国家中央銀行（BCEAEC）に入行する。1970年1月、リーブルヴィル支店次長を経て、同年
4月、リーブルヴィル支店長（支配人）。1973年BCEAECは中部アフリカ諸国銀行（BEAC）となり、オイエ＝ムバは、同行のガボン全国取締役（頭取）に就任した。1977年1月、中部アフリカ諸国銀行副代表取締役（副総支配人、副頭取）に就任し、カメルーンの首都ヤウンデに赴任した。1978年4月、中部アフリカ諸国銀行総裁に就任した。1990年に総裁を辞任した。
2021年9月16日、新型コロナウィルスのために、治療先のフランス・パリで死亡した。

## 政治家
1990年4月27日、ガボン共和国首相に任命される。1990年総選挙では下院国民議会にコモ＝モンダー県から選出される。選挙後の11月に首相に再度、任命される。1993年のガボン大統領選挙では、現職のオマール・ボンゴ大統領陣営の選挙対策責任者を務めた。この選挙は1991年に制定された新憲法と政党法により複数政党制の下、行われた選挙であった。ボンゴ大統領は辛くも51パーセントの得票率で5選するが、野党は選挙結果に不正があったとして与野党が対立し国内は混乱する。大統領選後の1994年3月11日、辞表を提出したが、ボンゴ大統領により3月13日、首相に任命され、3月25日新内閣を組閣した。アフリカ統一機構の調停により与野党間に協定が結ばれ、1994年10月11日、オイエ＝ムバ内閣は総辞職し、11月2日ポラン・オバメ＝ンゲマを首班とする新連立内閣が発足した。オイエ＝ムバは新内閣の外務・協力大臣として入閣し、同職に1999年1月まであった。1999年1月25日、ジャン＝フランソワ・ヌトゥトゥ・エマヌ内閣で国務大臣（副首相格）・計画、開発計画・地域計画相。
下院議員としても、1996年及び2001年国民議会総選挙でそれぞれ当選している。また、2002年12月地方選挙ではントゥム市議会議員にも当選した。
2005年アフリカ開発銀行総裁候補となったが、落選している。
2006年国民議会総選挙でントゥム選挙区から民主党公認で立候補し4選する。選挙後も国家計画相に留任した。2007年12月28日、鉱山・石油・エネルギー・水資源・新エネルギー推進担当国務大臣に横滑りした。

### 2009年大統領選挙
2009年6月8日、オマール・ボンゴ・オンディンバ大統領が死去した。オイエ＝ムバは当時、与党ガボン民主党の指導部である政治局員であった。2009年8月30日に予定されている大統領選挙に立候補するため、党の公認を求めた10人のひとりでもあった。オイエ＝ムバは党内有力候補ではあったが、7月中旬、大統領候補には故ボンゴ大統領の子、アリー・ボンゴ・オンディンバが選出された。党の指名を得ることができなかったオイエ＝ムバは、7月21日、無所属で大統領選挙に立候補することを表明した。同時にアリー・ボンゴ候補の選出過程に疑義を表明し、「真の合意を得た候補」でありたいと語った。2009年7月22日、鉱物・石油相を解任され、足掛け19年に及ぶ閣僚在任に終止符を打った。
2009年7月29日、野党陣営「愛国統一勢力」（祖国統一勢力、FPU）は、オイエ＝ムバの大統領選立候補を支持することを表明した。FPUは、オイエ＝ムバを誠実で平和的、かつ経験に富んだ人物であり、真の合意を得る候補であると表明した。8月9日、首都リーブルヴィルで会見し、自分が大統領に当選したならば、若者の失業対策に重点的に施策を行うことを表明した。また、もし若者が政治を信頼しないならば、それは今までの政治家がしばしば行ってきた背信行為のためであると、既存の政治家を批判した。
オイエ＝ムバは選挙期間中、「ガボン国民の6割が最低限の賃金で生活し、ガボンの国富はわずか2パーセントの国民が独占している」としてガボン国内の経済格差、富の偏重を批判した。そして、政治改革の重要性を強調した。選挙期間中、オイエ＝ムバは長い政治経験を強調するとともに、年間100キロメートル道路建設や閣僚の削減、大統領任期を2期に制限することを主張した。
しかし投票日当日に暴力事件の可能性を理由に立候補の撤回を表明した。立候補撤回にもかかわらず2009年9月4日、憲法裁判所はオイエ＝ムバが候補者中5位、0.92パーセントの得票だったと発表した。
2009年12月30日、野党陣営で新党結成が計画されると、野党指導者とともにオイエ＝ムバも参加した。新党はガボン民主開発連合(UGDD)を名乗り、同様にガボン民主党を離党したザカーリ・ムボトを党首に選出した。民主開発連合は他2党と合併し、統一野党「国民連合」を結成した。2010年2月10日、国民連合の発足に伴い、オイエ＝ムバは同党副党首（5人）に就任した。